# Chai Buri (huyện)
Chai Buri (tiếng Thái: ชัยบุรี) là một huyện (amphoe) của tỉnh Surat Thani, Thái Lan.

## Địa lý
Huyện này nằm ở phía nam tỉnh. Sông chính chảy qua đây là Khlong Thorom theo hướng nam bắc.
Các huyện giáp ranh là: Phrasaeng về phía bắc và đông, Khao Phanom (tỉnh Krabi) về phía nam và Plai Phraya (cũng là Krabi) về phía tây.
Tại ranh giới với Plai Phraya là Khu bảo tồn thiên nhiên hoang dã Khlong Phraya.

## Lịch sử
On ngày 5 tháng 6 năm 1981 Tiểu huyện (king amphoe) Chai Buri đã được thành lập thông qua việc tách the tambon Song Phraek và Chai Buri từ huyện Phrasaeng. Tên gọi được đặt theo Khun Chai Buri, tiểu huyện trưởng đầu tiên của Phrasaeng.
Ngày 4 tháng 7 năm 1994, tiểu huyện được nâng cấp thành huyện (amphoe). Niphan Chonwit là huyện trưởng đầu tiên.

## Hành chính
Huyện này được chia thành 4 phó huyện (tambon), các đơn vị này lại được chia ra thành 37 làng (muban). Không có khu vực đô thị (thesaban). Mỗi một trong số tambon được quản lý bởi một Tổ chức hành chính tambon (TAO).
| \| STT. \| Tên \| Tên Thái \| Số làng \| Dân số \| \| ---- \| ----------- \| -------- \| ------- \| ------ \| \| 1. \| Song Phraek \| สองแพรก \| 9 \| 5.040 \| \| 2. \| Chai Buri \| ชัยบุรี \| 10 \| 6.126 \| \| 3. \| Khlong Noi \| คลองน้อย \| 10 \| 6.217 \| \| 4. \| Sai Thong \| ไทรทอง \| 8 \| 5.964 \| | Map of Tambon |          |         |        |
| STT. | Tên           | Tên Thái | Số làng | Dân số |
| 1. | Song Phraek   | สองแพรก  | 9       | 5.040  |
| 2. | Chai Buri     | ชัยบุรี     | 10      | 6.126  |
| 3. | Khlong Noi    | คลองน้อย  | 10      | 6.217  |
| 4. | Sai Thong     | ไทรทอง   | 8       | 5.964  |